# Nitranski okraj
Nitranski okraj  (slovaško Nitriansky kraj, madžarsko Nyitrai kerület) je upravna enota (okraj) najvišje ravni upravne delitve Slovaške. Leži na jugu države in meji na jugu na Madžarsko, od ostalih slovaških okrajev pa na Trnavski okraj na zahodu, Trenčinski okraj na severu in Banskobistriški okraj na vzhodu. Skupaj s Trnavskim in Trenčinskim okrajem tvori kohezijsko regijo Zahodna Slovaška.
Površina meri 6343,7 km², tudi s 677.900 prebivalci po popisu leta 2021 ne izstopa med ostalimi okraji. Glavno mesto je Nitra, poleg njega so večji kraji še Nové Zámky, Komárno in Levice.
Večino površja predstavlja Podonavsko nižavje, zato je pretežno nižinsko, le na severu se razprostira pogorje Tríbeč in na severovzhodu obronki pogorja Štiavnické vrchy, a tudi ti ne dosegajo 1000 m nadmorske višine. Je eno od najpomembnejših kmetijskih območij v državi, zlasti za žita, oljne posevke, stročnice in grozdje, pomembno vlogo pa ima tudi industrija, kjer izstopa avtomobilska tovarna holdinga Jaguar Land Rover v Nitri in druga proizvodna podjetja. Kljub temu okraj gospodarsko zaostaja za slovaškim povprečjem in demografski trendi so negativni.

### Demografija
| Leto          | 1994    | 2004    | 2014    | 2024    |
| ------------- | ------- | ------- | ------- | ------- |
| Število ljudi | 718.358 | 709.350 | 684.922 | 665.600 |
| Razlika       |         | −1,25 % | −3,44 % | −2,82 % |

| Leto          | 2023    | 2024    |
| ------------- | ------- | ------- |
| Število ljudi | 668.301 | 665.600 |
| Razlika       |         | −0,40 % |

## Okrožja
Nitranski okraj se deli na sedem okrožij (okres).
- Komárno
- Levice
- Nitra
- Nové Zámky
- Šaľa
- Topoľčany
- Zlaté Moravce

Okrožja se nadalje delijo na 354 občin, od tega 16 urbanih.